# Onofrio Palumbo

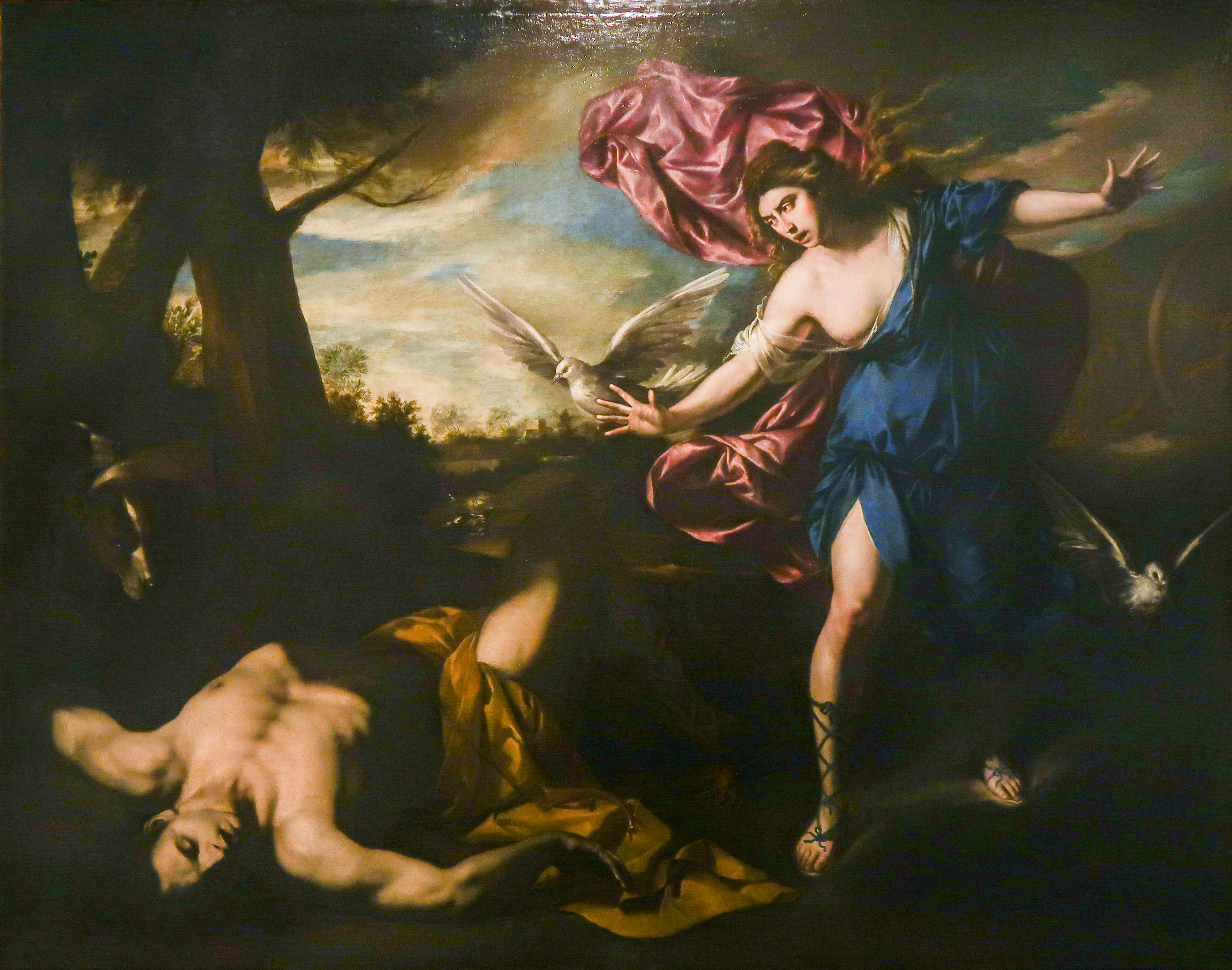
Vénus et Adonis, Aix-en-Provence, musée Granet.

Onofrio Palumbo, actif à Naples au milieu du XVIIe siècle, est un peintre baroque italien.

## Biographie
Onofrio Palumbo a commencé son apprentissage auprès de Battistello Caracciolo, puis d'Artemisia Gentileschi au cours de son séjour à Naples vers 1630. Aucune œuvre n'est répertoriée au début de sa carrière, toutefois son style s'affirme ensuite comme proche de Massimo Stanzione et au courant caravagesque.
Ses œuvres les plus connues sont Saint Janvier intercède pour la ville de Naples (1647) conservé à l'église de la Santissima Trinità dei Pellegrini de Naples ; L'Annonciation et L'Adoration des bergers de l'église Santa Maria della Salute, où l'on décèle l'influence de Paolo Domenico Finoglia et de Francesco Guarini, avec une touche de style naturaliste dans la veine de Ribera.
Dans une phase plus avancée de sa carrière, Palumbo adhère avec enthousiasme aux changements introduits par Andrea Vaccaro, sans perdre de vue le style de Stanzione. Dans les dernières années de la vie d'Artemisia Gentileschi, il fut son principal collaborateur.

## Quelques œuvres
En France

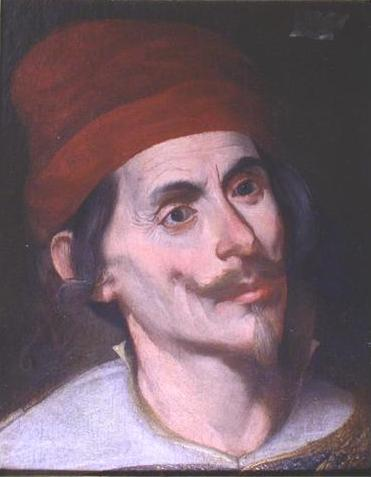
Portrait de Masaniello (vers 1647), Naples, musée San Martino.

- Aix-en-Provence, musée Granet : Vénus et Adonis.
- Besançon, musée des beaux-arts et d'archéologie : Saint Sébastien soigné par sainte Irène[1].

En Italie
- Naples : 
  - église San Giorgio Martire : L'Immaculée Conception avec saint Georges et d'autres saints.
  - église Santa Maria Apparente : Crucifixion.
  - église Santa Maria della Salute :
    - L'Annonciation ;
    - L'Adoration des bergers.

  - église Santa Maria Egiziaca a Pizzofalcone :
    - Madone à l'Enfant et Sainte Marie l'Égyptienne et saint Augustin ;
    - La Sainte Famille avec sainte Anne et saint Joachim.

  - église de la Santissima Trinità dei Pellegrini : Saint Janvier intercède pour la ville de Naples, 1647, en collaboration avec Didier Barra.
  - musée San Martino : Portrait de Masaniello, vers 1647.